# 2,6-Lutydyna
2,6-Lutydyna, 2,6-dimetylopirydyna – organiczny związek chemiczny z grupy lutydyn, dimetylowa pochodna pirydyny. Jest to oleista ciecz o zapachu pirydyny i mięty. Została wyizolowana z zasadowych frakcji smoły pogazowej i z frakcji oleju kostnego wrzącej w temperaturze 139–142 °C. Może być otrzymana w reakcji acetylooctanu etylu, formaldehydu i amoniaku lub z acetylopirogronianu etylu z 3-aminokrotonianem etylu.